# Woshele
Woshele bezeichnet einen Typ afrikanischer Wurfmesser. Dieser Typ ist auch als Wurfmessergeld bekannt und zählt zu frühen Formen der Währung in Afrika. Woshele wurden aus Eisen gefertigt.